# Солнечное затмение 29 июня 1927 года
Солнечное затмение 29 июня 1927 года — полное солнечное затмение.
Путь затмения пролегал через крайний север Европы и Азии, включая Великобританию, Норвегию, Швецию, Финляндию и СССР (сегодняшняя Россия) 29 июня (среда) и, наконец, пришёл Амукту на Аляске 28 июня (вторник). Это было первое полное затмение, видимое с Британской материковой земли за последние 203 года. Это затмение упоминается на заключительных страницах романа Дороти Л. Сэйерс «Неестественная смерть».

## Связанные затмения

### Солнечные затмения 1924—1928
Это затмение является членом семестровой серии. Затмение в семестровой серии солнечных затмений повторяется примерно каждые 177 дней и 4 часа (семестр) в чередующихся узлах орбиты Луны.

## Сарос 145
Это солнечное затмение является частью цикла сароса 145, повторяющегося каждые 18 лет, 11 дней, 8 часов. Серия началась с частичного солнечного затмения 4 января 1639 года и достигла первого кольцевого затмения 6 июня 1891 года. Это было гибридное событие 17 июня 1909 года и полное затмение с 29 июня 1927 года по 9 сентября 2648 года. Серия заканчивается на члене 77 как частичное затмение 17 апреля 3009 года. Самое продолжительное затмение произойдет 25 июня 2522 года, с максимальной продолжительностью всего 7 минут 12 секунд. Все затмения в этой серии происходят в восходящем узле Луны.